# Friends (LUVandSOULの曲)
Friends（フレンズ）は、2004年1月28日に発売された、LUVandSOULのシングルである。

## 概要
- 通算13作目となるシングルである。
- 表題曲「Friends」の作詞に、EXILEのATSUSHIが参加している。

## 収録曲
1. Friends
（作詞:LUVandSOUL・ATSUSHI(EXILE) 作曲:宮地大輔 ）
2. Change my mind
（作詞:ATSUSHI 作曲:宮地大輔 ）